# Kermes bacciformis
Kermes bacciformis är en insektsart som beskrevs av Leonardi 1908. Kermes bacciformis ingår i släktet Kermes och familjen eksköldlöss. Inga underarter finns listade i Catalogue of Life.